# Cynelos
Il cinelo (gen. Cynelos) è un mammifero carnivoro appartenente alla famiglia degli anficionidi. Visse tra l'Oligocene inferiore e il Miocene medio (circa 25 – 14 milioni di anni fa). I suoi resti fossili sono stati ritrovati in Europa, Nordamerica e Africa.

## Descrizione
Questo animale aveva un aspetto simile a quello di un piccolo lupo particolarmente robusto, ma probabilmente era plantigrado. La dentatura era simile a quella dei canidi attuali, capace sia di tagliare la carne che di stritolare prede. I premolari erano piuttosto sviluppati e il carnassiale inferiore possedeva una lunga lama nel trigonide. Le zampe erano relativamente snelle, ma il corpo era comunque piuttosto compatto. Alcune specie di piccole dimensioni (come Cynelos schlosseri) pesavano poco più di 20 chilogrammi e probabilmente erano digitigrade, ma la maggior parte delle specie erano più grandi (come C. helbingi, pesante quasi 100 chilogrammi) e plantigrade. Si suppone che almeno alcune specie avessero un dimorfismo sessuale, con femmine spiccatamente più piccole dei maschi. 

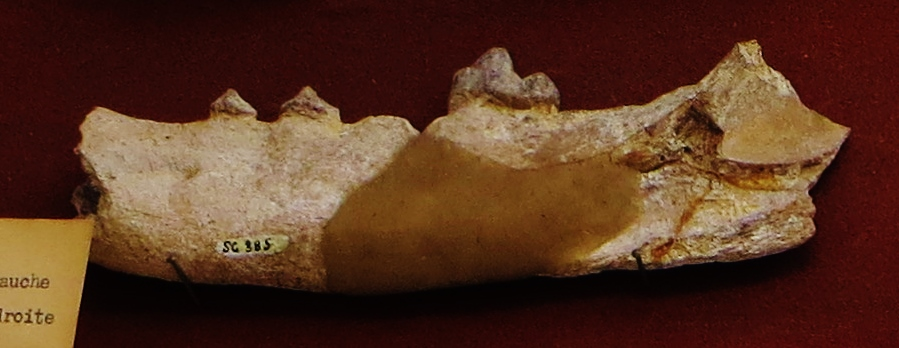
Mandibola di Cynelos lemanensis

## Classificazione
Cynelos è uno dei più antichi e primitivi tra gli anficionidi, o “cani-orso”. Il genere include una gran quantità di specie, rinvenute in numerose località europee, ma anche in Nordamerica e in Africa. Tra le specie più note, da ricordare l'europea Cynelos lemanensis (la specie tipo, descritta nel 1862), la nordamericana C. caroniavorus e l'africana C. euryodon del Kenya, vissuta nel Miocene inferiore. Alcune specie, come C. steinheimensis, sono ascritte a volte ad altri generi, come Pseudocyon.

## Paleoecologia

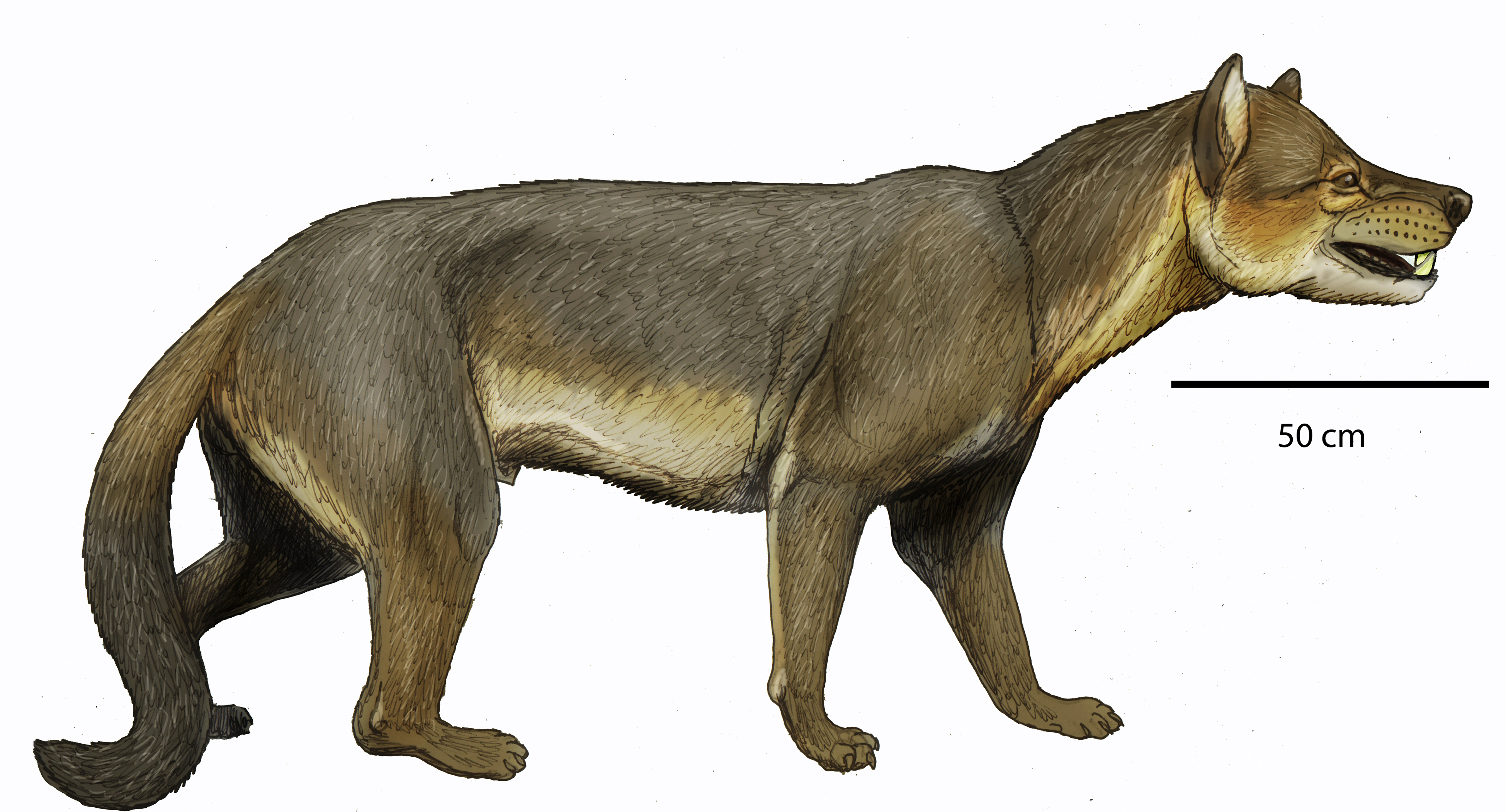
Ricostruzione di Cynelos sinapius

Le varie specie di Cynelos erano carnivore, ma non così specializzate rispetto ad altre forme di anficionidi. Probabilmente le prime specie predavano piccoli vertebrati, mentre le successive erano in grado di attaccare anche animali più grandi.